# Józef Fiedorowicz (oficer)
Józef Fiedorowicz (ur. 25 sierpnia 1897 w Kamienskoje, zm. 15 września 1983 w Warszawie) – oficer Wojska Polskiego w II Rzeczypospolitej, Armii Krajowej, kawaler Orderu Virtuti Militari.

## Życiorys
Urodził się w rodzinie Ignacego i Łucji ze Skrzywanów. Absolwent gimnazjum wileńskiego i student Instytutu Technologicznego w Piotrogrodzie. W 1916 wcielony do armii rosyjskiej. Od grudnia 1917 żołnierz 2 dywizjonu artylerii I Korpusu Polskiego.
W grudniu 1918 wstąpił do Samoobrony Litewsko-Białoruskiej do oddziału kawalerii majora Władysława Dąbrowskiego. W szeregach 13 pułku ułanów walczył na froncie polsko-bolszewickim. Wziął udział w „buncie” gen. Lucjana Żeligowskiego. Za bohaterstwo w walce odznaczony został Krzyżem Srebrnym Orderu Virtuti Militari.
W lutym 1922 został przeniesiony do rezerwy. 8 stycznia 1924 został zatwierdzony w stopniu porucznika ze starszeństwem z 1 czerwca 1919 i 355. lokatą w korpusie oficerów jazdy (od 1924 – kawalerii). Posiadał wówczas przydział w rezerwie do 26 pułku ułanów. W 1934, jako porucznik rezerwy kawalerii pozostawał w ewidencji Powiatowej Komendy Uzupełnień Wilno Miasto. Posiadał przydział w rezerwie do 13 pułku ułanów. Później awansował na rotmistrza. W międzyczasie ukończył inżynierię wodną na Politechnice Warszawskiej i pracował na terenie Wileńszczyzny.
W okresie okupacji walczył w oddziałach Armii Krajowej.
Po wojnie był dyrektorem przedsiębiorstw budowlanych, w 1966 przeszedł na emeryturę. Zmarł w Warszawie, pochowany na Starych Powązkach.
Był żonaty z Eugenią z Szuksztów oraz z Zofią ze Skrzypkowskich; dzieci: Teresa i Anna.

## Ordery i odznaczenia
- Krzyż Srebrny Orderu Virtuti Militari (nr 3423)
- Krzyż Walecznych (dwukrotnie)[3]